# نادي تيرول
نادي تيرول هو نادي كرة قدم نمساوي يلعب حالياً في الدوري النمساوي،تأسس النادي في 1930.